# Freiwald und Weinsberger Wald

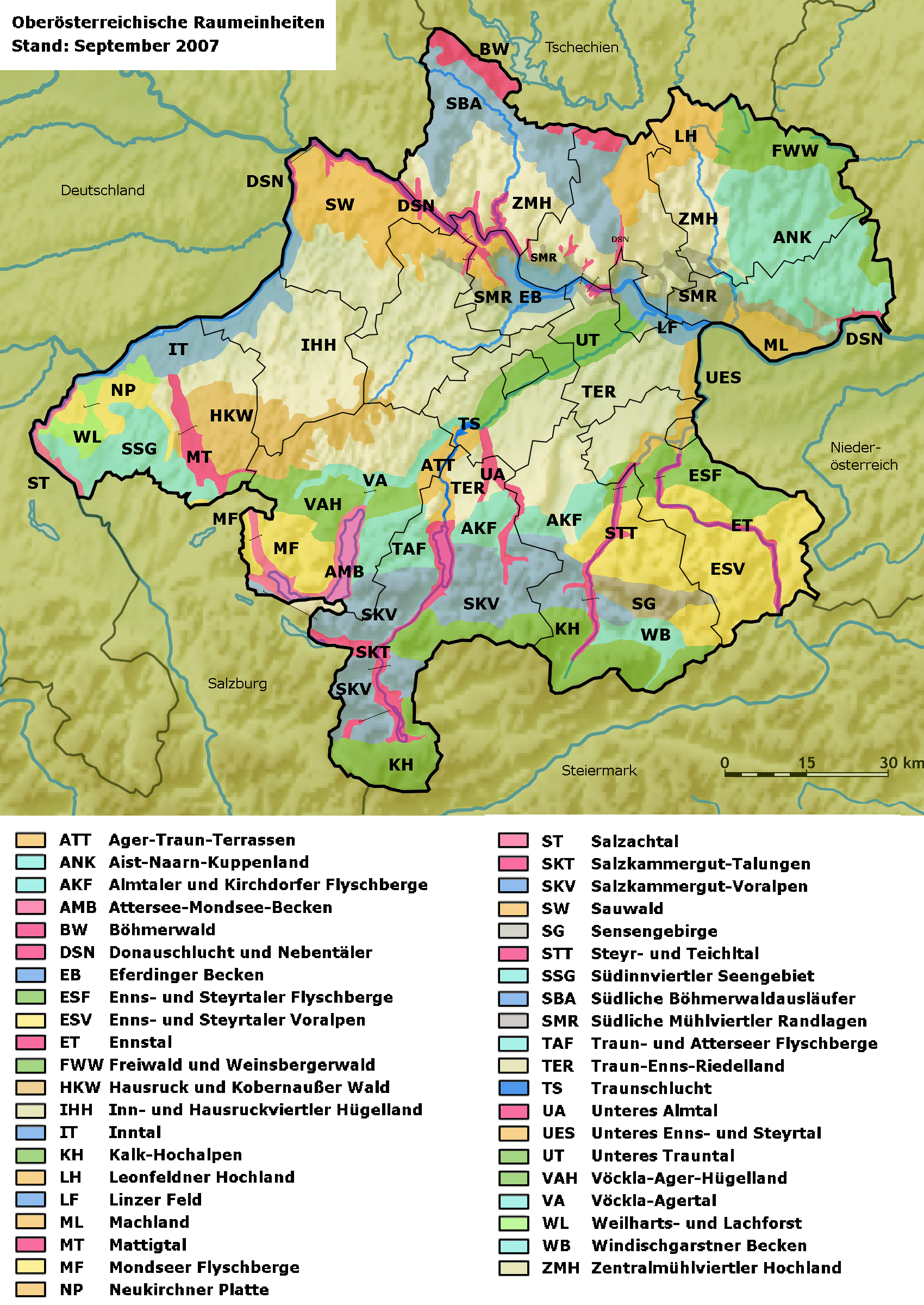
Alle OÖ Raumeinheiten

Die Raumeinheit Freiwald und Weinsberger Wald ist eine von 41 Oberösterreichischen Raumeinheiten und liegt im unteren Mühlviertel.

## Lage
Die Raumeinheit umfasst den nördlichen und nordöstlichen Teil des Bezirks Freistadt sowie den nordöstlichen Teil des Bezirks Perg. Eine kleine Lücke bei Kronberg (Gemeinde St. Georgen am Walde) zerteilt das Gebiet in zwei Teile. Der Freiwald bildet die Grenze zu Tschechien und setzt sich im angrenzenden Waldviertel fort, der Weinsberger Wald bildet einen großen Teil der Mühlviertler Grenze zu Niederösterreich. Eine klare Grenze zwischen den beiden Wäldern kann nicht bestimmt werden, sie kann aber dort angenommen werden, wo die Bundesstraße 38 das Gebiet von Ost nach West durchschneidet.
Die Größe der Raumeinheit Freiwald und Weinsberger Wald beträgt 249,73 km², davon liegen 88 % im Bezirk Freistadt. Die höchste Erhebung des Gebiets ist der Viehberg bei Sandl mit 1112 m ü. A.
Folgende Gemeindegebiete liegen zu einem großen Teil im Freiwald und Weinsberger Wald (beginnend im Norden): Windhaag bei Freistadt, Sandl, St. Oswald, Weitersfelden, Liebenau, Königswiesen, St. Georgen am Walde, Dimbach, Waldhausen.
Die Raumeinheit ist von folgenden OÖ Raumeinheiten umgeben (Von Nord nach Süd): Leonfeldner Hochland, Zentralmühlviertler Hochland und Aist-Naarn-Kuppenland.

## Charakteristik
- Die Gegend gilt als eine der kältesten, nicht nur im Gebiet nördlich der Donau. Im Jänner 2024 wurden hier minus 22,6 Grad Celsius gemessen.[1][2]
- Dicht bewaldetes (60 bis 70 % der Fläche) Hügelland zwischen 700 und 1100 Meter Seehöhe.
- Wälder mit einem hohen Fichtenanteil werden weitgehend intensiv forstwirtschaftlich genutzt. Das Gebiet ist gut erschlossen und es gibt teilweise Kahlschlagwirtschaft. Die naturnahen Wälder (Buche-Tanne, Esche-Ahorn) existieren nur mehr in Resten oder als schmaler Waldsaum.
- Die Raumeinheit umfasst die zentraleuropäische Wasserscheide zwischen Donau, Thaya und Elbe, weiters entspringen hier die Waldaist und Kamp. Es existieren naturnahe, unregulierte Fließgewässer mit natürlichen Vorkommen von: Fischotter, Flussperlmuschel und Krebse. Uferbegleitgehölze („Wiesenbäche“) sind eher selten zu finden, Grauerlengalerien sind nur an der Maltsch vorhanden.
- Die verfügbaren Wiesen werden landwirtschaftlich genutzt, meist sind dies feuchte Wiesenreste in Bachtalniederungen. Die häufigste Nutzung ist die Weidewirtschaft, der Ackerbau hat einen sehr geringen Anteil. Die großflächig landwirtschaftlich genutzten Wiesen sind teils reich an typischen, naturnahen Mühlviertler Kulturlandschaftselementen. Die Tendenz geht zur Nutzungsaufgabe und Aufforstung von nährstoffarmen Standorten.
- Es gibt viele große Latschen-Hochmoore (das Größte: Tanner Moor), auch Kiefernmoore und etliche kleinere, abgetorfte Hochmoore, die oft von naturnahen Fichten-Randwäldern umgeben sind. Aber auch waldfreie, nährstoffarme Niedermoore sind in größeren Waldbereichen zerstreut zu finden.
- In den Hochlagen existieren Grünlandbrachen mit einer hohen Artenvielfalt und teilweise mit international bedeutenden Wiesentypen (Alpen-Wollgras-Wiesen, Borstgrasrasen). Es finden sich auch Reste typischer Mühlviertler Hochlagen-Mosaiklandschaften: Blockheiden, Lesesteinwälle und -haufen, Hecken- und Gebüschgruppen, Birkenschacherln, sehr selten Wacholder-Heiden und alte Marterln. Zusätzlich gibt es bedeutende Vogelvorkommen wie Wachtelkönig, Birkhuhn, Braunkehlchen, Eulen, Spechtarten und Uhu.
- Wenige kleine Dorfzentren mit Abwanderungstendenz. Die landwirtschaftliche Besiedelung erfolgte durch Vierkanthöfe und Dreiseithöfe.